# MTV Unplugged (Live at Hull City Hall)
| 전문가 평가 | 전문가 평가 |
| 총 점수     | 총 점수     |
| 출처        | 점수        |
| ----------- | ----------- |
| 메타크리틱  | 73/100      |
| 평가 점수   |             |
| 출처        | 점수        |
| AllMusic    | [ 2 ]       |
| Clash       | 8/10        |
| NME         | [ 4 ]       |
| Pitchfork   | 5.9/10      |
| Q           | [ 6 ]       |

《MTV Unplugged (Live at Hull City Hall)》는 영국의 싱어송라이터 리암 갤러거의 라이브 음반이다. 워너 레코드에 의해 2020년 6월 12일에 발매되었다. 당초 2020년 4월 24일 발매 예정이었으나, 코로나19 범유행으로 6월까지 연기됐다. 이 음반은 2019년 8월 3일 헐 시티홀에서 녹음되어 오아시스 노래의 어쿠스틱 퍼포먼스와 갤러거의 솔로곡으로 구성되었다.
《MTV Unplugged (Live at Hull City Hall)》는 2014년 조지 마이클의 《Symphonica》 이후 영국 음반 차트 1위를 기록한 첫 라이브 발매로, 2020년까지 5번째로 많이 팔린 음반이다.

## 평가
《MTV Unplugged (Live at Hull City Hall)》는 비평가들로부터 "대체로 호의적인" 평을 받았다. 메인스트림 출판물 리뷰에 100점 만점에 가중평균 등급을 부여한 메타크리틱에서는 10점 만점에 평균 73점을 받았다.

## 차트 성적
《MTV Unplugged (Live at Hull City Hall)》는 호주에서 50위, 오스트리아에서 19위, 벨기에 플란더스 울트라톱에서 26위, 벨기에 왈로니아 울트라톱에서 13위, 네덜란드에서 34위, 프랑스에서는 45위, 독일에서는 8위, 이탈리아에서는 11위로 데뷔했다. 2020년 6월 25일, 이 음반은 아일랜드, 스코틀랜드와 영국에서도 1위를 차지했다.

## 곡 목록
| #   | 제목                        | 작사·작곡                                                                  | 재생 시간 |
| --- | --------------------------- | -------------------------------------------------------------------------- | --------- |
| 1.  | 〈Wall of Glass〉           | 앤드류 시드니 폭스, 앤드류 와이어트, 그렉 커스틴, 리암 갤러거, 마이클 티헤 | 4:09      |
| 2.  | 〈Some Might Say〉          | 노엘 갤러거                                                                | 4:57      |
| 3.  | 〈Now That I've Found You〉 | L. 갤러거, 사이먼 알드레드                                                 | 3:30      |
| 4.  | 〈One of Us〉               | 와이어트, L. 갤러거, 데이먼 맥마흔                                         | 3:33      |
| 5.  | 〈Stand by Me〉             | N. 갤러거                                                                  | 5:57      |
| 6.  | 〈Sad Song〉                | N. 갤러거                                                                  | 4:30      |
| 7.  | 〈Cast No Shadow〉          | N. 갤러거                                                                  | 5:05      |
| 8.  | 〈Once〉                    | 와이어트, L. 갤러거                                                        | 3:56      |
| 9.  | 〈Gone〉                    | 와이어트, L. 갤러거, 티헤                                                  | 3:54      |
| 10. | 〈Champagne Supernova〉     | N. 갤러거                                                                  | 3:59      |